# ベルヴェデーレ・オストレンセ
ベルヴェデーレ・オストレンセ（伊: Belvedere Ostrense）は、イタリア共和国マルケ州アンコーナ県にある、人口約2,100人の基礎自治体（コムーネ）。

## 地理

### 位置・広がり
アンコーナ県のコムーネ。県都・州都アンコーナから西へ28kmの距離にある。

#### 隣接コムーネ
隣接するコムーネは以下の通り。
- カステルプラーニオ
- マイオラーティ・スポンティーニ
- モンテカロット
- モッロ・ダルバ
- オストラ
- ポッジョ・サン・マルチェッロ
- サン・マルチェッロ
- セニガッリア

### 気候分類・地震分類
ベルヴェデーレ・オストレンセにおけるイタリアの気候分類 (it) および度日は、zona E, 2109 GGである。
また、イタリアの地震リスク階級 (it) では、zona 2 (sismicità media) に分類される。